# The Pointing Finger (1933)
The Pointing Finger é um filme de drama do Reino Unido, dirigido por George Pearson e lançado em 1933. Foi baseado no romance The Pointing Finger (1907), de "Rita".